# Juan Pablo Fagúndez
Juan Pablo Fagúndez, vollständiger Name Juan Pablo Fagúndez Duarte, (* 16. Juli 1985 in Montevideo) ist ein uruguayischer Fußballspieler.

## Verein
Der nach Angaben seines Vereins 1,71 Meter große Defensivakteur Fagúndez spielte bis Mitte 2012 für den uruguayischen Zweitligisten Huracán FC. Anfang August 2012 schloss er sich dann El Tanque Sisley in der Primera División an. Dort absolvierte er in der Spielzeit 2012/13 20 Ligaspiele und erzielte drei Tore. Im Rahmen der erstmaligen Teilnahme der Clubs an der Copa Sudamericana 2013 wurde er in beiden Begegnungen eingesetzt. Sein Verein scheiterte in der ersten Runde. In der Spielzeit 2013/14 kam er in 24 Ligapartien zum Einsatz und traf einmal. In der Saison 2014/15 wurde er in 22 Erstligaspielen (kein Tor) eingesetzt. Während der Spielzeit 2015/16, anderen Ende er mit der Mannschaft abstieg, folgten 16 weitere Erstligaeinsätze (ein Tor).